# Down III: Over the Under
Down III: Over the Under – album amerykańskiej grupy Down.

## Twórcy
- Phil Anselmo – wokal
- Pepper Keenan – gitara
- Kirk Windstein – gitara
- Rex Brown – gitara basowa
- Jimmy Bower – perkusja

## Lista utworów
1. "Three Suns and One Star" (Anselmo/Windstein) – 5:41
2. "The Path" (Anselmo/Brown) – 4:09
3. "N.O.D" (Keenan/Windstein/Anselmo) – 4:00
4. "I Scream" (Anselmo/Keenan) – 3:48
5. "On March the Saints" (Anselmo/Keenan/Windstein) – 4:10
6. "Never Try" (Keenan/Brown/Anselmo) – 4:55
7. "Mourn" (Keenan/Anselmo) – 4:44
8. "Beneath the Tides" (Anselmo/Keenan) – 5:32
9. "His Majesty the Desert" (Keenan/Anselmo) – 2:25
10. "Pillamyd" (Keenan/Anselmo) -5:15
11. "In the Thrall of It All" (Anselmo) – 6:20
12. "Nothing in Return (Walk Away)" (Keenan/Anselmo) – 8:55
13. "Invest in Fear" – 5:20

- Utwór 13., "Invest in Fear" jest utworem bonusowym, dostępnym na brytyjskiej edycji albumu (jest utworem ukrytym).